# 太平兴国寺塔
太平兴国寺塔，又称安邑塔、南海塔，是一座位于中华人民共和国山西省运城市盐湖区安邑街道的楼阁式砖塔。文献对太平兴国寺塔修建时间的记载并不一致，学者推测其为北宋时太平兴国寺禅师的墓塔。太平兴国寺塔平面为八角形，原有十三层，高86米。历经多次地震，太平兴国寺塔塔身开裂，塔刹震落，维修前塔身仅存十一层，残高71米。另有说法称塔原高约70米，残高约60米。塔为宋代风格，挺拔秀美。塔身逐层收分，第一至三层有腰檐，腰檐上为平座。第四层只有腰檐而没有平座。一至四层的腰檐、平座下施斗栱，五层以上叠涩出檐。2012年至2015年国家文物局拨款修补了塔的裂缝，重建了塔顶。2013年，太平兴国寺塔入选第七批全国重点文物保护单位。由于南海菩萨的传说，此塔也被称为南海塔。

## 历史
太平兴国寺塔是太平兴国寺禅师的墓塔。太平兴国寺现已不存。文献对太平兴国寺的创建时间说法不一，如北魏延和二年、唐貞觀年间、北宋嘉祐八年等。关于太平兴国寺塔的修筑年代，文献也没有一致的说法。有资料认为塔与寺同时建于唐贞观年间或北宋嘉祐八年。清顺治十八年张宗俊的碑文中称此塔建于隋仁寿年间。学者根据塔的风格，认定它建于宋代。张宗俊的碑文中提到曾出土一块“俨公舍利塔铭”残碑，有学者据此认定太平兴国寺塔是俨公的舍利塔，俨公逝世于北宋淳化年间，塔也建于此时。
太平兴国寺塔建成后的千余年间，历经了火灾和数次地震。明嘉靖三十四年大地震中，太平兴国寺塔开裂，从塔顶一直裂到七层，裂缝宽度超过一尺。据记载，万历年间的另一次地震使得裂缝合上。1920年9月的地震中，塔顶的覆盆和塔尖被震落，裂缝延伸至底层，但塔并未倾覆。覆盆和塔尖当时由安邑县保管，今已不存。1929年，安邑县将太平兴国寺改建为纺织工厂，除大佛殿外其他房舍都被拆掉。由于战事频发，工厂不久成了营房。1941年，由于下层塔砖被盗严重、塔有倾倒的危险，时任安邑县知事主持维修了太平兴国寺塔。
1949年后，太平兴国寺塔被运城县列入文物保护单位加以保护。1984年7月，山西省古建所、山西省考古所拨款1.7万人民币，修复塔基塌方，增建塔院门楼，安装了铁门。:4781996年1月12日，太平兴国寺塔入选第三批山西省文物保护单位。:11082008年汶川大地震后，此塔倾斜加剧、裂缝加宽。运城市盐湖区拨款38万元人民币搭建钢管架进行临时保护。2012年秋，国家文物局拨款650万元人民币用于维修太平兴国寺塔，工程于同年11月8日开始。2013年，运城太平兴国寺塔入选第七批全国重点文物保护单位。经过约三年的维修，工程于2015年10月结束。塔的裂缝得到修复，塔顶得以重建。

## 形制
太平兴国寺塔是一座十三层楼阁式砖塔，平面为八角形。由于多次地震，塔身开裂，塔刹震落，原塔仅残存十一层。:515据地方志记载，塔原高260尺，约合86米。修复前，残高71米。:456另有资料称，塔原高约70米，残高约60米。:515学者认为此塔体现了宋代建筑风格，挺拔秀美。:515
太平兴国寺塔的塔基高2米，直径11.5米，由掺有砾石的红粘土夯成。塔身八角形各边长4.56米至4.7米不等。第一、二、三层塔身形制相近，都有腰檐，腰檐上为平座。第四层只有腰檐而没有平座。第一至第四层的腰檐、第一至第三层的平座下均有斗栱，斗栱为五铺作出双杪，泥道栱与令栱调间施造。塔身逐层收分，补间铺作的数量也从第一层的九朵递减为第四层五朵。第五层以上都是叠涩出檐。塔身并没有仿木构的柱、额，但是有砖砌普柏枋。第一层南面开门。二层以上，每层东、西、南、北四面均有圆拱窗。塔身每一层的八个角上均悬有铁铃。塔内中空，原有木楼板分隔，后来楼板被烧毁。塔心室为八角形，一层东、西、北三面各有一小室。由塔内仰望，藻井破坏严重，遗迹似为叠涩式藻井。塔壁内嵌有直径0.30米的木方，木方沿塔的八角形轮廓相互咬合，提供拉力。塔基坚硬、密实、均匀，塔身收分、出挑适当，塔身八角形形状规整，塔体砖壁较厚，塔壁内嵌有木方，这些因素使得太平兴国寺塔结构牢固，经受多次地震而没有倒塌。:515
太平兴国寺塔原有的塔刹在1920年地震中震落，现已遗失。根据记载，塔刹有一铁质、直径五尺的覆盆，其上的铁塔尖长一丈有余、直径两寸。塔尖上部铸有“绛州”二字，下部有一宽三寸、厚四分的螺旋。早先的地方志记载塔上有黄白宝瓶。

## 传说
太平兴国寺塔因为南海菩萨的传说也被称为南海塔。传说唐贞观年间，一位大臣在此建塔，以祈国泰民安。他召集两百名民工、五十名巧匠，限期一个月修塔。如果到期不能完工，所有工匠都将被斩。民工、巧匠拼命赶工，但是工程进展依然非常迟缓，工期过半时塔仅建起五尺高。想到误期将被斩首，工匠们个个胆寒。此时，南海菩萨化身一名老妇人，带着一口大锅来到工地，给工匠做饭，以帮助他们建塔。老妇人做饭不用米面柴炭，她施展法术就变出一锅饺子。工匠吃过饺子之后，个个精神抖擞、力大无穷，三天便把塔造好了。塔修好后，南海菩萨离开。为了纪念她，工匠们把菩萨留下的大锅扣在塔顶，将塔称作南海塔。另一个传说中，太平兴国寺塔开裂之后，南海菩萨化身补锅匠，一夜之间将塔的裂缝补好。
关于建塔，民间还有另一个传说。传说古时安邑县出现了一口恶泉，旱时无水，涝时喷水，百姓深受其害却束手无策。一位游方道士识出这是恶魔作祟，却没有法力镇压，只好跳入井中，化作一座塔，将恶泉堵上。还有传说称此塔为鲁班所建。
当地民谣有“安邑县，好高塔，离天不过丈七八”的说法。